# Castelo de Ouguela

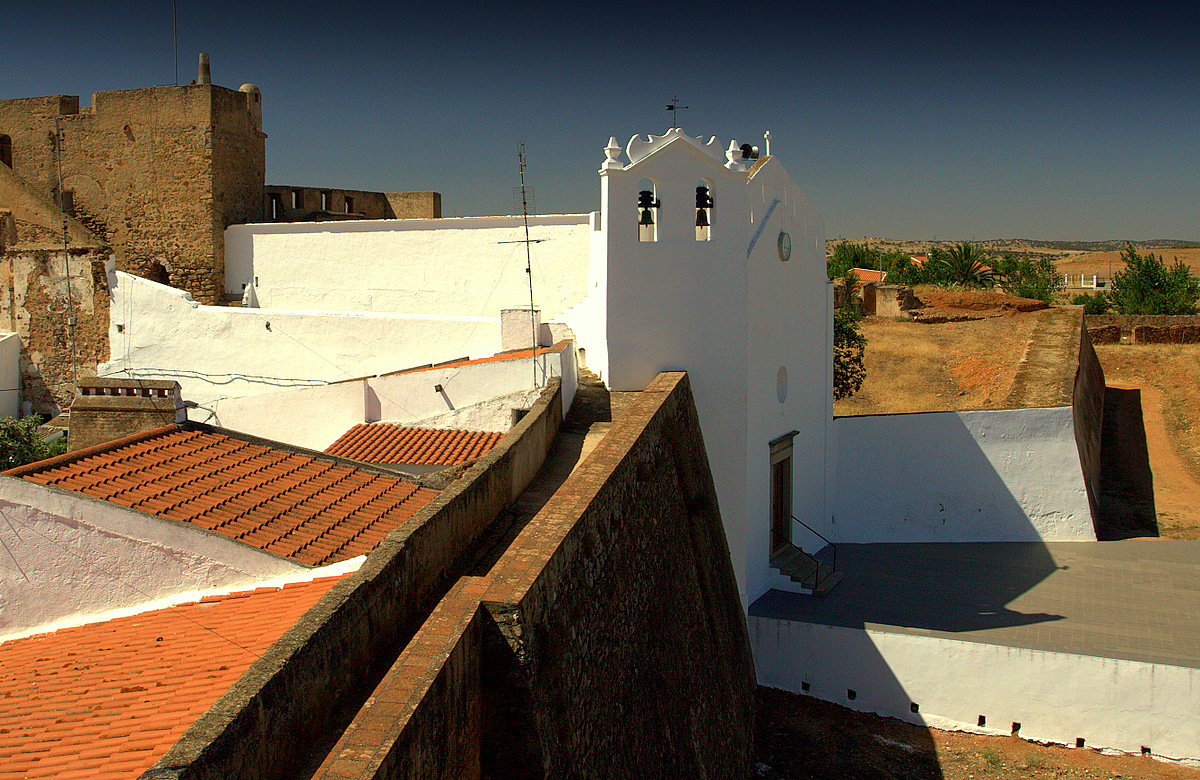

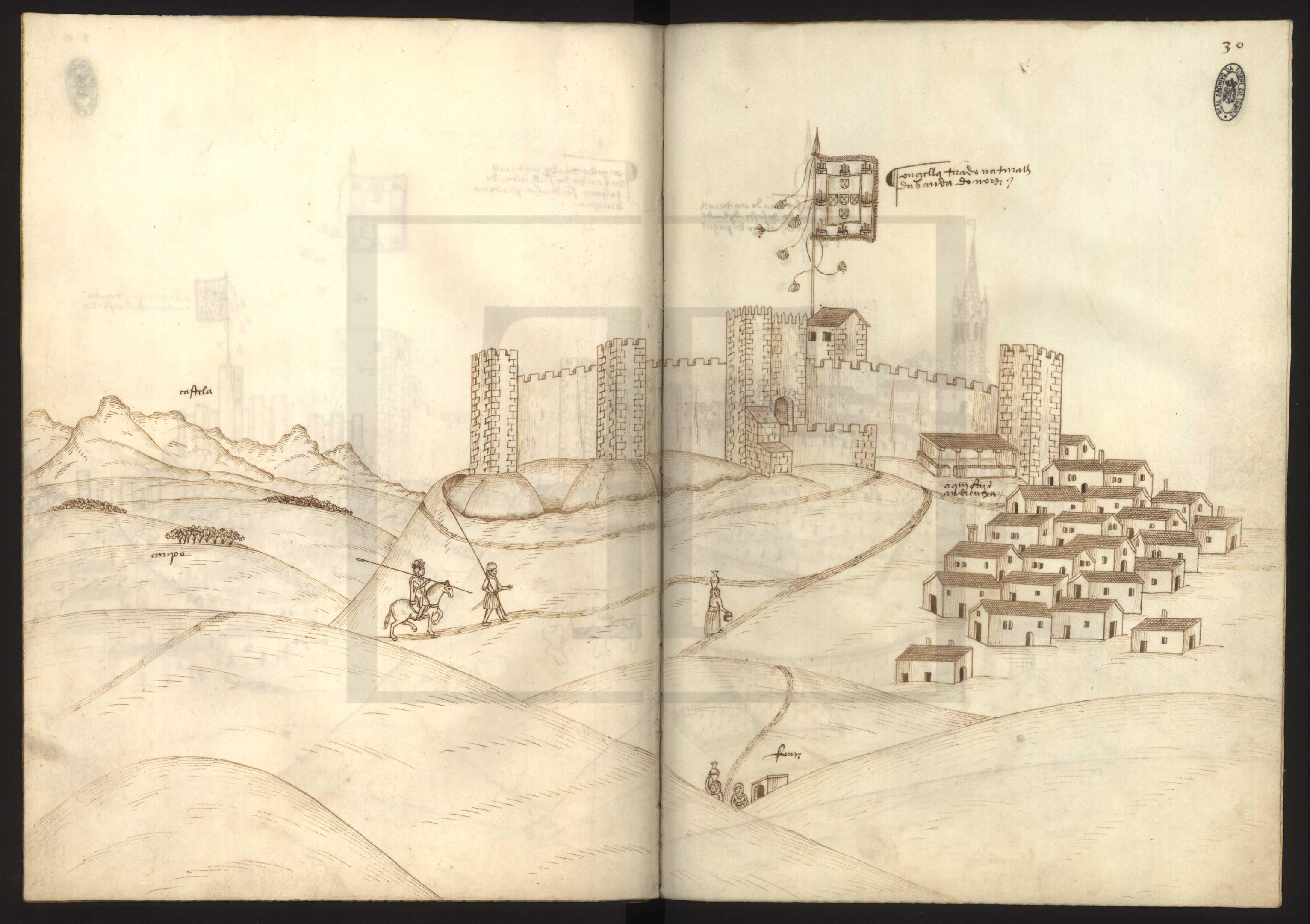

O Castelo de Ouguela, no Alentejo, ergue-se na antiga vila de Ouguela, hoje parte da freguesia de São João Baptista, município de Campo Maior, distrito de Portalegre, em Portugal.
Erguido sobre uma escarpa, na margem direita do rio Xévora, está próximo da raia com a Espanha, vendo-se dos seus muros a fortificação espanhola de Alburquerque. Reconstruído por D. Dinis (1279-1325), recebeu linhas abaluartadas do reinado de D. João IV (1640-1656). 
Integrando a Área Turístico-Promocional de Planícies, o Castelo de Ouguela encontra-se classificado como Imóvel de Interesse Público desde 1943.

## História

### Antecedentes
A primitiva ocupação de seu sítio remontará a um castro pré-romano. À época da Invasão romana da Península Ibérica a povoação foi designada como Budua. Ocupada pelos Visigodos, que a denominaram Niguela, estes foram sucedidos, a partir do século VIII pelos Muçulmanos, que a terão fortificado.

### O castelo medieval

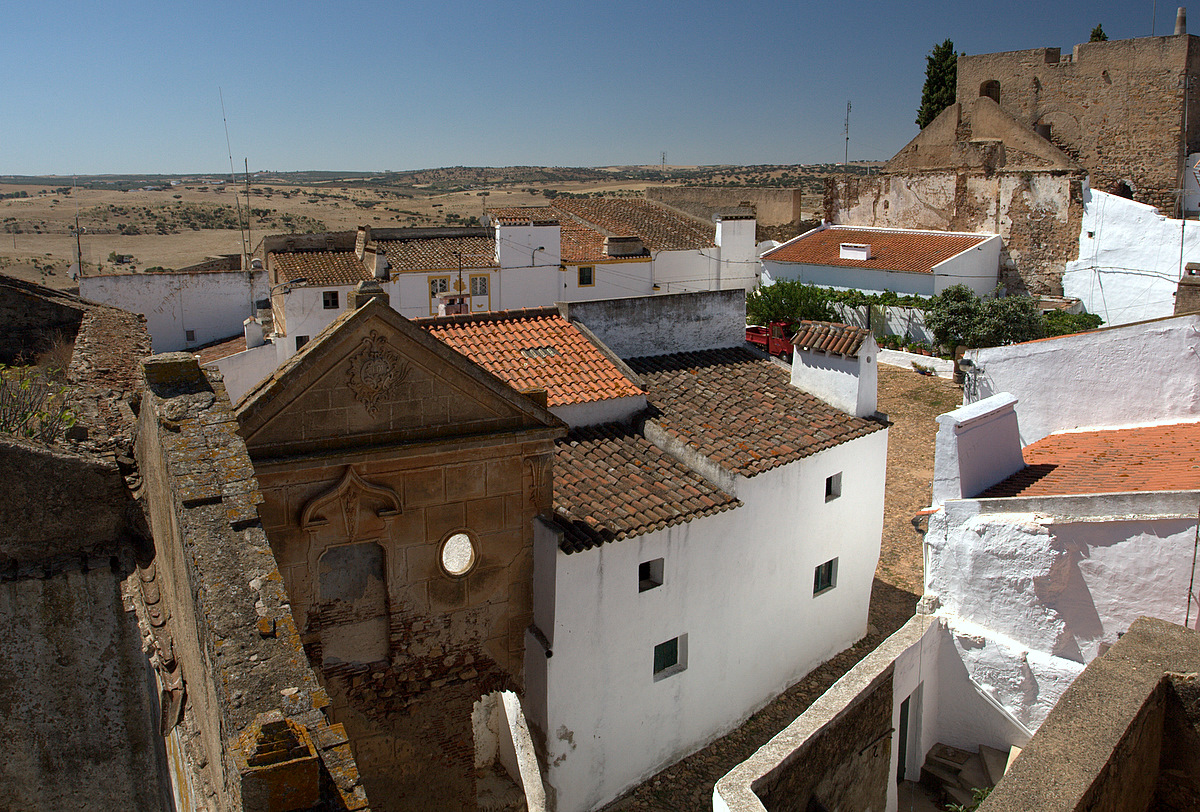

À época da Reconquista cristã da Península Ibérica, terá sido definitivamente conquistada, posteriormente a 1230, por forças castelhanas e leonesas. Anos mais tarde, a 28 de Maio de 1255, os homens-bons do concelho de Badajoz doaram Ouguela e outras localidades ao Cabido e ao Bispo de Badajoz.
Pelo Tratado de Alcanices (12 de Setembro de 1297) os domínios de Ouguela e seu castelo passaram a pertencer à Coroa de Portugal. Já no ano seguinte, D. Dinis (1279-1325), visando o seu povoamento e defesa, outorga-lhe Carta de Foral com muitos privilégios (Lisboa, 5 de Janeiro de 1298), determinando a reedificação de suas defesas.
No reinado de D. Fernando inicia-se a construção da nova cerca da vila, trabalhos que prosseguem sob o reinado de D. João I (1385-1433). Este último, também visando o seu povoamento e defesa, concedeu à vila o privilégio de couto de homiziados (7 de Dezembro de 1420).
Em 1475, à época da batalha de Toro, confrontaram-se nas suas vizinhanças o alcaide-mor de Ouguela, João da Silva, e o alcaide-mor da vila espanhola fronteira de Albuquerque, João Fernandes Galindo. Ambos vieram a perecer devido aos ferimentos recebidos: o espanhol imediatamente, tendo o português sobrevivido ainda vinte e oito dias. Em 1551, Diogo da Silva, neto do alcaide-mor de Ouguela, mandou colocar uma cruz no local do combate, atualmente no Museu de Elvas.
Sob o reinado de D. Manuel I, a vila e seu castelo encontram-se figurados por Duarte de Armas (Livro das Fortalezas, c. 1509). O soberano concedeu-lhe Foral Novo (Lisboa, 1 de Junho de 1512). À época eram seus alcaides os Cunhas, senhores de Tábua.

### Da Guerra da Restauração aos nossos dias

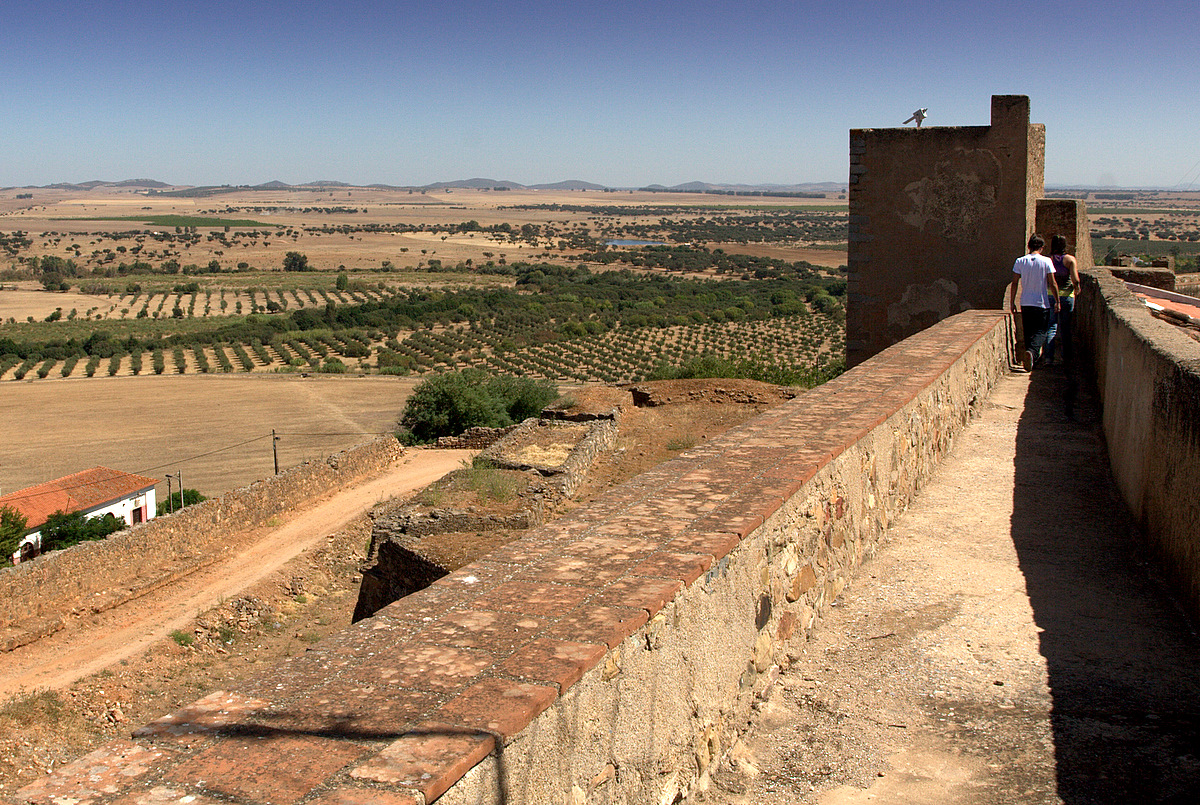
Adarve do castelo de Ouguela.

Quando da Restauração da independência portuguesa, o Conselho de Guerra de D. João IV (1640-1656) determinou a modernização das suas defesas, que ganharam linhas abaluartadas com projeto a cargo do arquiteto francês Nicolau de Langres.
É deste período o episódio que imortalizou a sua defesa, quando da invasão do Alentejo por uma força de 1.500 cavaleiros e 1.000 infantes espanhóis oriunda de Badajoz, sob o comando de Carlo Andrea Caracciolo, marquês de Torrecuso, em 1644. Para a conquista de Ouguela ofereceu-se um traidor, João Rodrigues de Oliveira, que tendo-se distinguido no Brasil à época da Dinastia Filipina, alcançou o posto de Sargento-mor. Com a Restauração, retornou a Portugal, onde, no Alentejo, passou-se para os espanhóis, recebendo, como recompensa, o posto de Mestre de Campo e o cargo de governador de Vilar de Rei. O traidor marchou sobre a praça portuguesa, à frente de seiscentos cavaleiros e outros tantos infantes escolhidos, na noite de 9 de Abril (um sábado). Entre os portugueses que andavam pilhando gado do lado espanhol, para alimento das tropas, quatro soldados da guranição de Campo Maior, percebendo o movimento de tropas, ocultaram-se e misturaram-se à retaguarda da coluna, inteirando-se dos planos do ataque. Utilizando-se de atalhos, alcançaram Ouguela duas horas antes dos atacantes, avisando o governador da praça, capitão Pascoal da Costa, dando-lhe tempo de organizar uma apressada defesa ao alvorecer. Contava este oficial com 45 homens e mais as gentes da vila, entre as quais uma mulher, Isabel Pereira, que se destacou, quer pelejando nas trincheiras, como repartindo pólvora e balas aos soldados, e retirada ao castelo ficou desacordada por algum espaço com a ferida que lhe deram, até que tornando em si, e vendo que não era perigosa, prosseguiu a pelejar com maiores brios até o fim. Os defensores resistiram à tentativa de explosão das portas do castelo, aos assaltos às muralhas e às promessas e ameaças que João Rodrigues de Oliveira dirigiu ao governador sitiado, que tinha sido cabo de esquadra e servido sob as suas ordens no Brasil. Após três horas de assalto, os espanhóis se retiraram deixando escadas nos muros, vinte mortos no campo e levando dezenas de feridos.
Durante o século XVIII registram-se a edificação de um baluarte, um meio-baluarte e de um revelim (1755). Com a defesa assim reforçada, sob o comando do capitão de cavalaria Brás de Carvalho, a praça resistiu a nova invasão espanhola (1762).
Uma planta e perfil de Ouguela, datada do período entre 1755 e 1803 mostra a defesa complementada por uma atalaia, fossos e estacaria. Nesta última data, eram edificadas, sob o comando do marquês de la Reine, pelo Sargento-mor de Engenheiros Maximiano José da Serra, as lunetas do Cabeço da Forca e do Mártir. Embora tenha-se projetado a recuperação de uma das torres a Sul do castelo (1828) e a construção de uma meia-lua para proteção do acesso Leste (1829), a praça foi desmilitarizada em 1840. Posteriormente, o setor Oeste, definido pelas estruturas abaluartadas, passou a funcionar como cemitério da povoação.
No início do século XX ainda se observavam as guaritas circulares de tijolos nos ângulos da 2ª linha defensiva. O conjunto foi classificado como Imóvel de Interesse Público por Decreto publicado em 18 de Agosto de 1943.
A intervenção do poder público, através da Direcção-Geral dos Edifícios e Monumentos Nacionais (DGEMN), fez-se sentir através de campanhas desenvolvidas em 1976, 1987, 1991 e 1994, envolvendo a consolidação, reparos e recuperação do castelo, dos baluartes e das áreas internas e de acesso.
Recentemente desenvolve-se um projecto de salvaguarda e valorização do castelo e fortificações de Ouguela, da autoria dos Arquitectos Miguel Pedroso de Lima e José Filipe Cardoso, integrando a recuperação, revitalização e valorização dos núcleos urbanos de Ouguela (Portugal) e Albuquerque (Espanha) e respectivas fortificações. O projeto prevê a criação de uma área museológica, núcleo de investigação e documentação, e a implementação de circuitos (eqüestres e pedonais) com ligação cénica à fortificação de Albuquerque.

## Características
Na cota de 259 metros acima do nível do mar, apresenta planta hexagonal irregular, com muralhas em pedra de granito e de xisto, misturando elementos da arquitetura militar medieval (muralhas e torreões) e moderna (baluartes, escarpas, parapeitos, revelins).
A entrada, a Norte, é constituída por duas torres emparelhadas com arco de volta perfeita, porta de arco quebrado, bueira e sistema para grade. É defendida por um meio-baluarte com quatro canhoneiras e uma barbeta, apresentando orelhão direito para proteção da porta da fortaleza. Esta, armoriada, é defendida por uma casamata com sete frestas.
O adarve do castelo medieval, com muretas de proteção em ambos os lados, está completo. As ameias das torres e muralhas foram substituídas por barbetas e por canhoneiras (na torre de menagem).
Envolvendo o perímetro abaluartado, abre-se um fosso com reparo de traçado tenalhado e caminho de ronda.
Faziam parte integrante da fortaleza, várias fortificações avançadas, nomeadamente as lunetas do Cabeço da Forca, a Sudeste, e No Mártir, a Noroeste.